# Андрияшев, Алексей Фомич
Алексей Фомич Андрияшев (1826—1907) — педагог, меценат, общественный деятель, пчеловод, основатель «Практической школы пчеловодства» (сначала в Киеве, затем — в Боярке).

## Биография
Родился 17 февраля (1 марта) 1826 года на хуторе Германивщина в Золотоношском уезде Полтавской губернии.
Сперва воспитывался в Переяславле в духовной семинарии, затем в Нежинском юридическом лицее и, наконец, в Киевском университете, где в 1850 году получил степень кандидата прав. Преподавал в Черниговской гимназии законоведение, в частности читал курс церковнославянского языка, истории, географии и одновременно работал над диссертацией. В мае 1856 года в Киеве успешно выдержал экзамен на степень магистра гражданского права.
В 1860 году Н. И. Пирогов, занимавший тогда должность попечителя Киевского учебного округа, пригласил Андрияшева на должность инспектора 1-й Киевской гимназии; с 3 ноября 1862 года по 1890 год А. Ф. Андрияшев был её директором, одновременно участвуя в деятельности других учебных заведений, занимаясь просветительством и благотворительностью.
С 1864 года Андрияшев редактировал «Киевский народный календарь» — ценой 20 копеек, разошедшийся тиражом более 1200000 экземпляров, в котором помещалось много сведений исторического и сельскохозяйственного характера. С 1867 по 1876 издавал газету «Друг народа» выходившую раз в две недели.
В 1865 году он участвовал в создании Киевской городской библиотеки, руководил её хозяйственной частью и средствами. В этом же году, 11 марта 1865 года он был произведён в чин коллежского советника, а 19 ноября награждён орденом Св. Анны 2-й степени и вскоре получил к ордену императорскую корону и произведён в чин статского советника. Затем он был награждён орденами Св. Владимира 3-й степени и Св. Станислава 1-й степени (1881); произведён 26 декабря 1875 года в чин действительного статского советника.
В декабре 1879 года по инициативе А. Ф. Андрияшева в Киеве начало действовать Попечительство для помощи воинам, потерявшим зрение.
В 1881 году Андрияшева избрали председателем киевского отдела Мариинского союза. Благодаря его деятельности в 1882 году был заложен фундамент здания приюта для воинов потерявших зрение. В 1883 году здание освятили, а 1884 года туда поступили первые десять человек.
В августе 1890 года вышел на пенсию, но продолжал возглавлять училище слепых. Проживая в собственном доме по улице Ивановской (с 1903 года - улица Тургеневская), завел пасеку.
В 1895 году начал издавать журнал «Ежегодник пчеловодства» и подал ходатайство перед Министерством земледелия об учреждении Южно-Русского общества пчеловодства. В феврале 1897 года А. Ф. Андрияшев был избран председателем этого общества. На его усадьбе размещались правления общества, редакция и школа пчеловодства. В июне 1902 года принято высочайшее повеление Государя-Императора о выделении обществу пяти десятин казенной земли и 150 штук дубовых и сосновых бревен в Сборно-Будаивський лесной дачи для закладки «Практической школы пчеловодства» вблизи железнодорожной станции Боярка. В этом же году здесь были возведены первые здания для школы.
Благодаря пожертвованиям Андрияшева в городе Киеве была открыта «Практическая школа пчеловодства», которая в 1904 году перебазировалась в Боярку, и сейчас известна как «Боярский колледж экологии и природных ресурсов», является обособленным подразделением Национального университета биоресурсов и природопользования.
В последние годы жизни тяжело болел и почти потерял зрение, но до самой смерти продолжал заниматься пчеловодством.
Скончался 31 июля 1907 года и был похоронен на Байковом кладбище в Киеве.

## Память
Во вторую годовщину смерти Андрияшева, 12 ноября 1909 года школе присвоено название «Боярская практическая школа пчеловодства, садоводства и огородничества им. Андрияшева А.Х ».
31 августа 2009 года в Боярском колледже экологии и природных ресурсов Национального университета биоресурсов и природопользования Украины состоялась торжественная церемония открытия памятника его основателю Андрияшеву (авторы - скульптор Зюзин В.И., архитектор Климчик В.В.).